# Mongolernas hemliga historia
Mongolernas hemliga historia är det äldsta mongoliska litterära verk som är känt. Bokens 282 verser beskriver Djingis khans uppväxt och hans familj. Mongolernas invasion av Centralasien och andra militära kampanjer nämns bara i några få verser. Även Ögedeis regeringstid ingår.
Bokens skrevs i råttans år enligt den kinesiska astrologin efter att Djingis khan avlidit 1227, och sannolikt innan Ögedeis död 1241 eftersom hans bortgång inte nämns i verket. Troligen skrevs boken 1228 och färdigställdes 1240 då den kompletterades med information om Ögedeis liv. 1990 firades verkets 750-årsjubileum.
Mongolerna hade vid verkets tillkomst inget eget skriftspråk så boken skrevs på naimanernas språk som anpassades och blev mongolisk skrift. Originalet finns inte bevarat, men det kopierades under den kinesiska Mingdynastin (1368–1644) till kinesiska. Från denna kinesiska versin har Mongolernas hemliga historia senare översatts tillbaka till mongoliska och också till många andra språk.
I boken är det inte tydligt vad som är fakta och vad som är fiktion. Den innehåller många mytiska element som är svåra att belägga. Bokens författare är inte känd men sannolikt var det Ögedei som la upp riktlinjerna och en tänkbar författare är Shigi Qutuqu som Djingis khan adopterade 1206. Shigi Qutuqu var överdomare och lagstiftare, och det är tänkbart att han behärskade skrivkonsten.